# Harpprechthaus
Das Harpprechthaus ist eine Schutzhütte der Sektion Schwaben des Deutschen Alpenvereins (DAV). Sie liegt auf der Schwäbischen Alb in Deutschland. Es handelt sich um ein bewirtschaftetes Haus, es ist ganzjährig geöffnet, Bewirtschaftung von Mittwoch bis Sonntag von 11–20 Uhr.

## Geschichte
Das Harpprechthaus wurde 1935 von der Sektion Schwaben des Deutschen und Österreichischen Alpenvereins (DuOeAV) erbaut und nach dem Gründer der Sektion, Theodor Harpprecht, benannt. Eine Erweiterung erfolgte 1965. Für eine Pächterwohnung wurde 1989 ein Anbau erstellt. Eine Neugestaltung des gesamten Übernachtungsbereiches war 1993 bis 1994 notwendig. Das Haus ist bewirtschaftet.

## Lage
Das Harpprechthaus befindet sich in Schopfloch im Landkreis Esslingen.

## Zustieg
- Ein Parkplatz befindet sich beim Haus.

## Hütten in der Nähe
- Stuttgarter Albhaus, Selbstversorgerhütte (758 m ü. NHN)
- Werkmannhaus, Selbstversorgerhütte (756 m ü. NHN)[3]

## Tourenmöglichkeiten
- Vom Harpprechthaus zum Schopflocher Torfmoor, 12,9 km, 3,5 Std.
- Vom Harpprechthaus zum Filsursprung, 18,8 km, 4 Std.
- Vom Harpprechthaus zur Burgruine Reußenstein, 11 km, 3 Std.
- Vom Harpprechthaus zum Römerstein, 12,6 km, 3,5 Std.
- Vom Harpprechthaus ins Lenninger Tal, 18,7 km, 5,5 Std.[4]

## Klettermöglichkeiten
- Lenninger Alb[5]

## Skitouren Langlauf
- Wintersport in Lenningen[6]

## Karten
- Kletterführer Lenninger Alb; Panico Alpinverlag, ISBN 978-3-95611-002-3
- W238 Wanderkarte 1:25.000 Metzingen: Neuffen, Teck, Wiesensteig Landkarte – Gefaltete Karte ISBN 978-3863984649